# Kaiserstraße 4 (Quedlinburg)

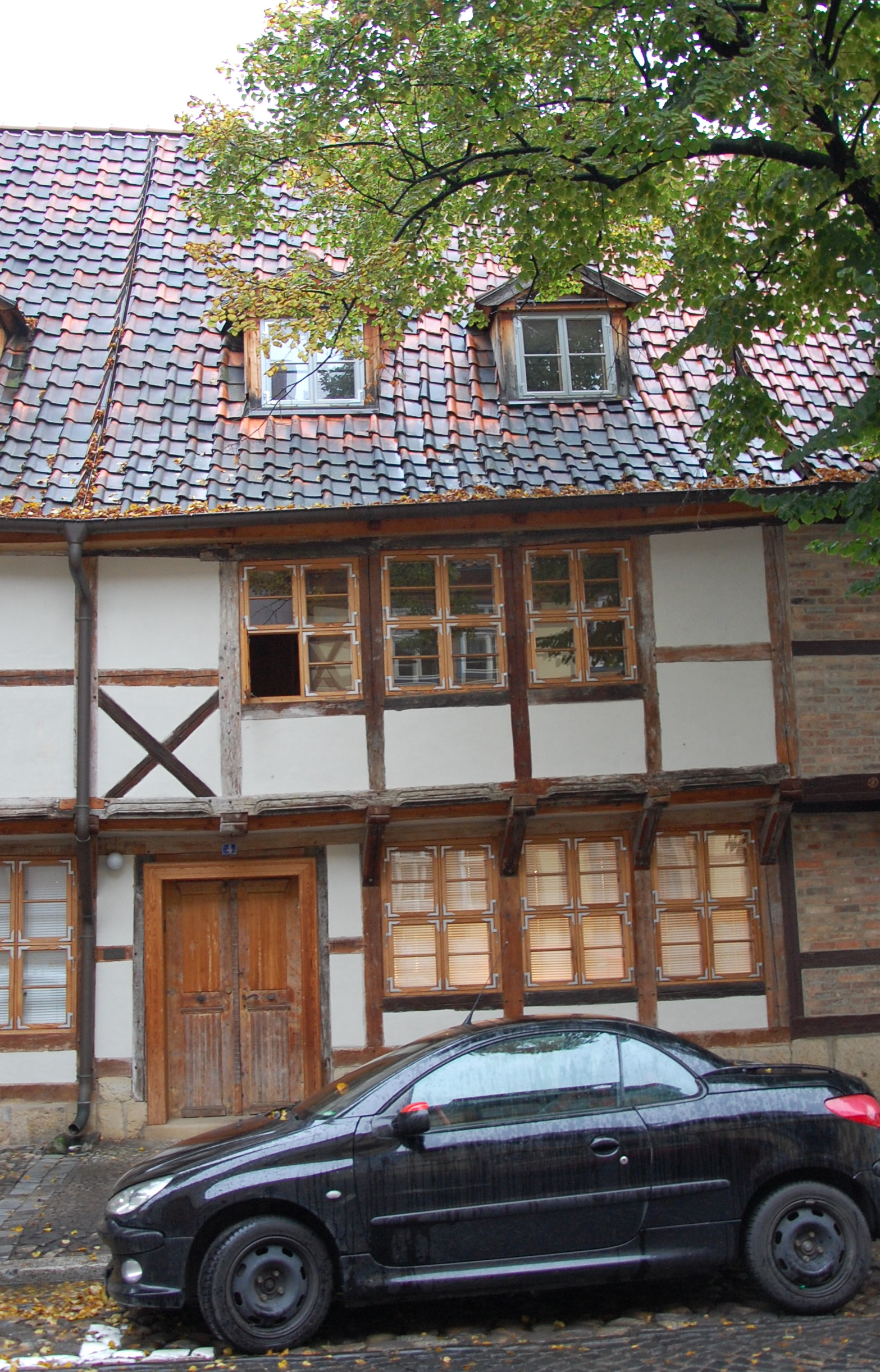
Kaiserstraße 4

Das Haus Kaiserstraße 4 ist ein denkmalgeschütztes Gebäude in der Stadt Quedlinburg in Sachsen-Anhalt.

## Lage
Es befindet sich in der historischen Quedlinburger Neustadt und ist im Quedlinburger Denkmalverzeichnis als Wohnhaus eingetragen. Westlich grenzt das gleichfalls denkmalgeschützte Haus Kaiserstraße 3, östlich das Haus Kaiserstraße 5 an. Mit diesen beiden angrenzenden Häusern bildet das Gebäude eine Häusergruppe mit einheitlicher Gestaltung.

## Architektur und Geschichte
Das schlichte zweigeschossige Fachwerkhaus entstand in der Zeit um 1680. Das obere Stockwerk kragt deutlich vor. Wie im linken Nachbarhaus befindet sich im Brüstungsfeld ein Andreaskreuz. Im Laufe der Zeit waren im Erdgeschoss bestehende Wände durch massive Mauern ersetzt worden.
In den 1980er Jahren hatte sich der Bauzustand des Gebäudes erheblich verschlechtert. Nach dem Bruch von Deckenbalken war es zu einer deutlichen Absenkung der Fassade des oberen Geschosses gekommen. Die hofseitige Fassade sowie die Hofgebäude waren weitgehend zerstört. Im Gebäudeinneren bestanden Nässeschäden. Der Abbruch konnte vermieden werden, da bis 1994 eine neue Eigentümerin das Haus sowie die Nummer 3 erwarb und dann sanierte. Ab 1995 wurde das Fachwerk und dann ab 1996 die Ausfachungen der Wände und Decken instand gesetzt oder erneuert. Die Wände zum Hof mussten weitgehend neu erstellt werden. Soweit im Erdgeschoss massive Mauern eingesetzt worden waren, erwiesen sich auch diese als geschädigt und wurden durch Fachwerkwände ersetzt. Die ursprünglich einmal zu den Deckenbalken führenden Bügen wurden neu ausgeführt. Die Hauptwände aber auch Treppen und Türen blieben erhalten und wurden vor Ort repariert. Zum Hof hin erfolgte der Anbau eines Fachwerkflügels, um so die Nutzfläche zu erhöhen.